# Oravský Podzámok
Oravský Podzámok (in ungherese Árvaváralja) è un comune della Slovacchia facente parte del distretto di Dolný Kubín, nella regione di Žilina.